# Coupe de Lycurgue
La coupe de Lycurgue, conservée au British Museum, est un vase diatrète romain en verre dichroïque, datant du IVe siècle apr. J.-C., haut de 16,5 cm. Sa notoriété vient de sa faculté de changer de couleur en fonction de son exposition à la lumière.
Son nom vient du thème qu'elle représente : un épisode d'un mythe raconté dans l'Iliade à propos de Lycurgue, roi des Édoniens de Thrace, fils de Dryas. 
La coupe de Lycurgue présente quatre scènes de gauche à droite :
- Un compagnon de Dionysos s'apprête à lancer une pierre contre Lycurgue ;
- Lycurgue est enchaîné par la vigne, devant la nymphe Ambroisie, une des compagnes de Dionysos ;
- le dieu Pan assiste à la scène, dansant au-dessus d'une panthère menaçante ;
- Dionysos, enfin, tient le thyrse[2].

La coupe de Lycurgue fait partie des rares verres diatrètes ou vases à cage de verre (vas diatretum) produits dans le monde romain au cours du IVe siècle. Encore plus rares sont les exemples de verres diatrètes comportant des scènes en relief, généralement à l'état de fragments : parmi ceux-ci, la coupe de Lycurgue est le seul exemplaire parvenu entier jusqu'à nous.
Elle est aussi le plus ancien objet identifié en verre dichroïque dit rubis doré, mélange de verre, de nanoparticules d'or et d'argent (50 à 70 nm), avec des traces de cuivre. Sa caractéristique principale est son changement de couleur selon l'éclairage : éclairée de face, elle apparaît verte et opaque, mais devient rouge si la lumière passe à travers (de l'intérieur ou de l'arrière). La résonance de plasmon de surface des nanoparticules métalliques est responsable de cette variation.

## Description

### Les scènes

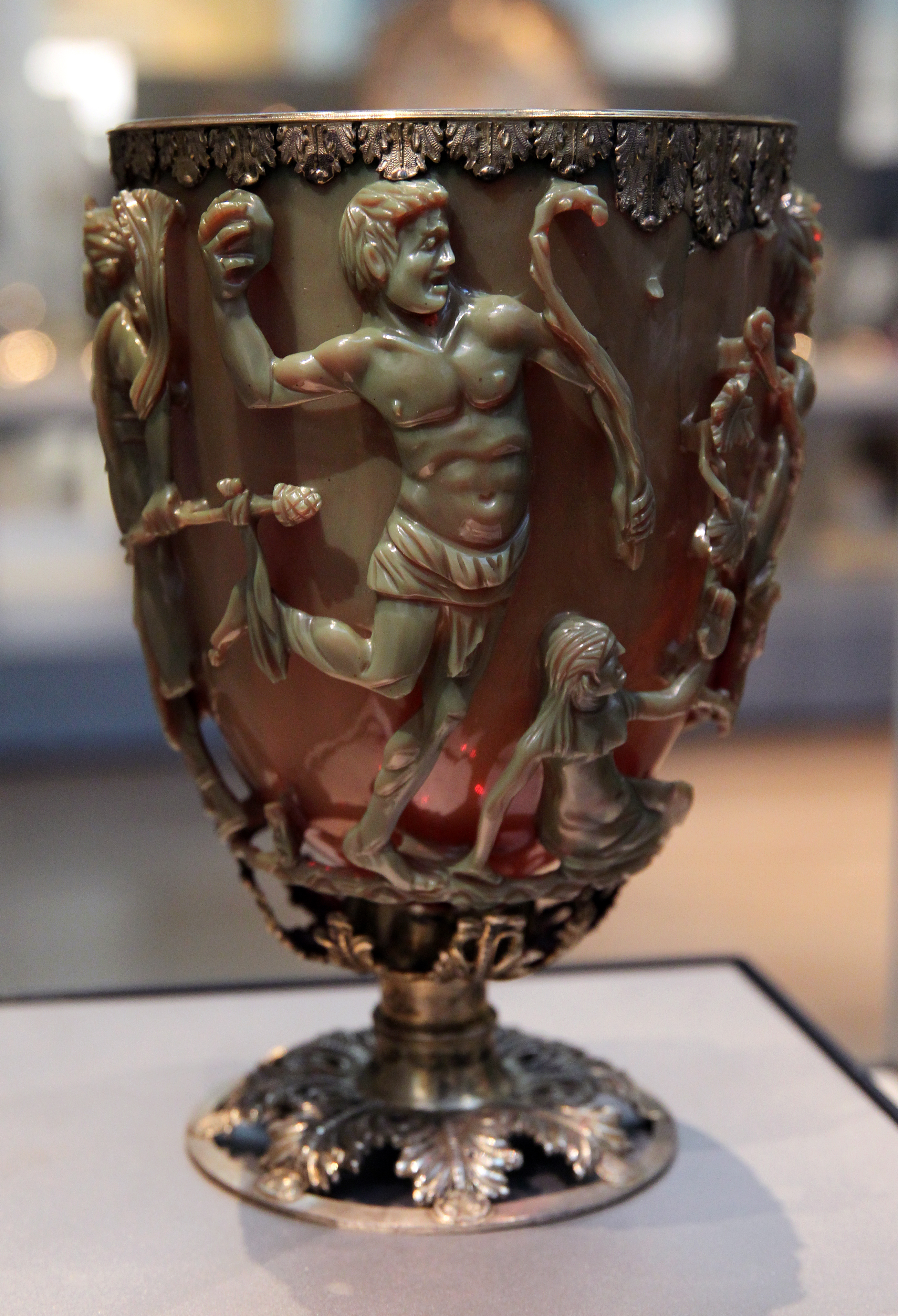
Au centre, le satyre s'apprêtant à lancer un rocher. Sur la gauche, Dionysos et le thyrse. En bas à droite, la nymphe Ambroisie.

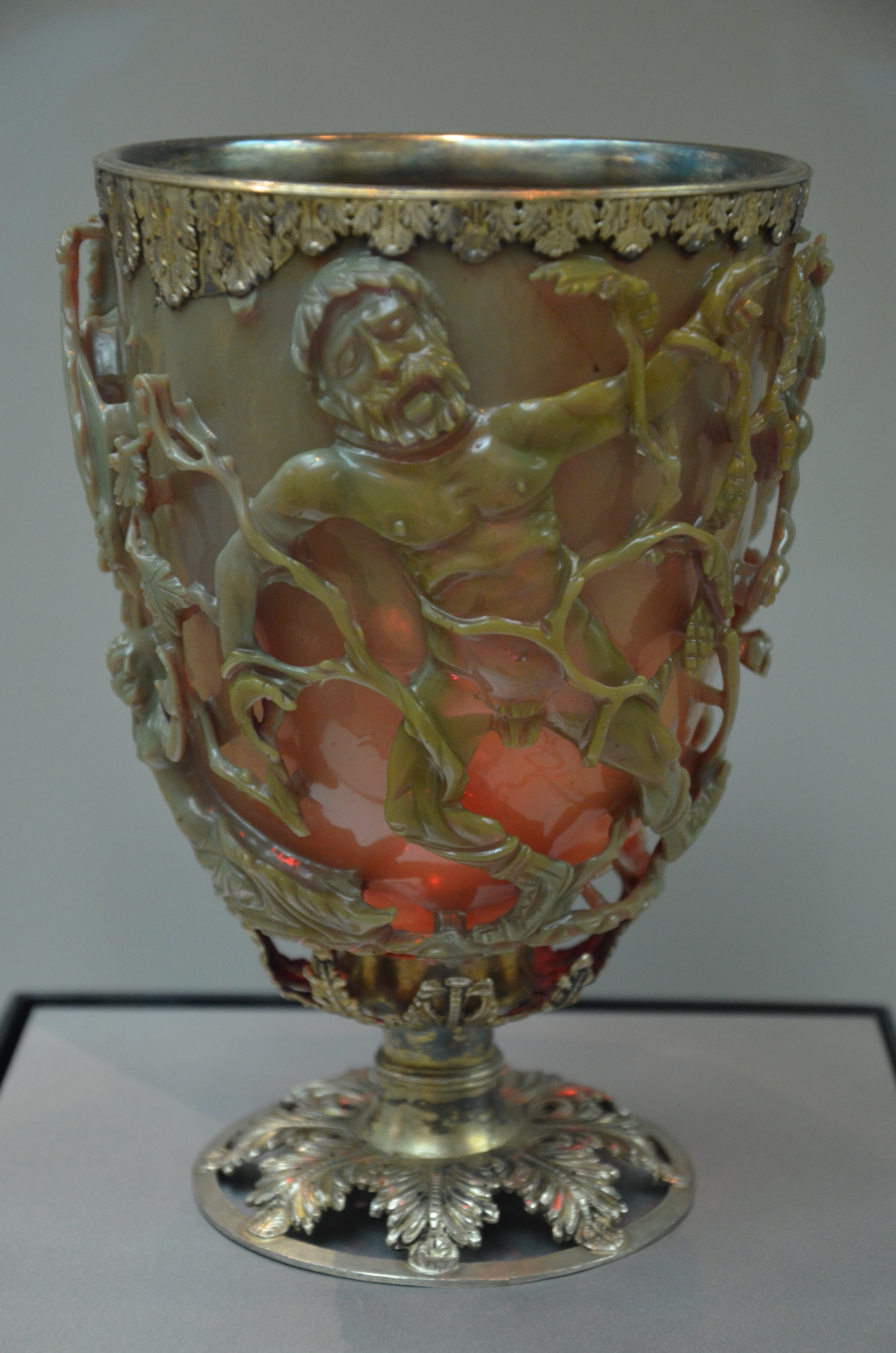
Lycurgue, ligoté par la vigne.

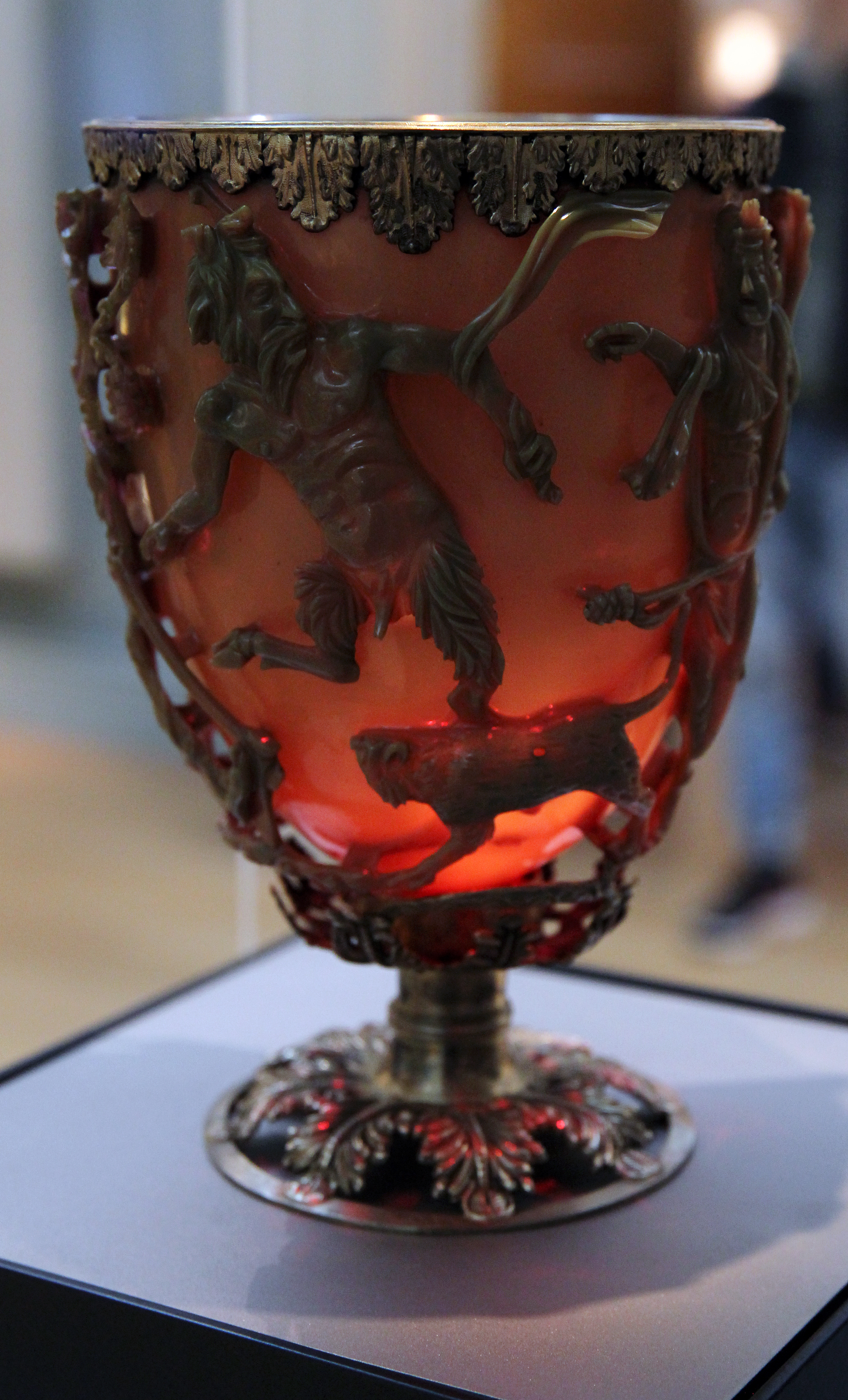
Le dieu Pan, la panthère en bas, et Dionysos à droite.

Lycurgue est représenté emprisonné par la vigne et nu, en dehors des bottes. Il est flanqué à gauche d'Ambroisie accroupie, figurée à une échelle considérablement plus réduite. Derrière elle, l'un des satyres de Dionysos (représenté de forme humaine normale) se tient sur un pied alors qu'il se prépare à lancer un gros rocher sur l'infortuné Lycurgue. De l'autre main, il tient un pedum ou crosse de berger. À la droite de Lycurgue vient d'abord une figure de Pan, puis à ses pieds une panthère, animal accompagnant traditionnellement Dionysos, dont la face est manquante, mais voulant vraisemblablement mordre le roi ; enfin Dionysos lui-même porte le thyrse, attribut du dieu dont la robe présente un aspect oriental, reflétant ce que les Grecs de l'Antiquité croyaient généralement (peut-être à tort) sur les origines de son culte. Une section d'une de ses jambes est perdue. Une bande d'étoffe accrochée à son thyrse vient toucher le pied levé du compagnon brandissant une grosse pierre, fermant ainsi le cercle de la coupe.
Il est possible que cette scène peu commune fasse référence à la défaite infligée en 324 par l'empereur Constantin Ier à son co-empereur Licinius, tué en 325 après une période d'étroite surveillance. Une autre hypothèse est que le changement de couleur du vert au rouge pouvait être compris comme évoquant la maturation des raisins rouges, s'accordant à la représentation d'une scène dionysiaque. La coupe était peut-être destinée à une utilisation rituelle lors des célébrations du culte bachique, toujours très vivant dans la vie religieuse romaine du IVe siècle. Une lettre supposée de l'empereur Hadrien (mort en 138) à son beau-frère Servianus, citée dans une biographie de l'Historia Augusta, rapporte le don de deux coupes dichroïques, que l'auteur du IVe siècle avait vues : « Je vous ai envoyé des coupes de couleur changeante, qui m'ont été présentées par le prêtre d'un temple. Elles sont spécialement dédiées à vous et à ma sœur. J'aimerais que vous les utilisiez lors des banquets les jours de fête. »
D'autres représentations de cette histoire montrent Lycurgue soit attaquant Ambroisie, souvent avec une hache à deux tranchants (bipenne), tandis que ses compagnons se précipitent à son aide, soit Lycurgue seul, empêtré dans la vigne. La scène figurant la coupe peut être rapprochée d'une autre assez semblable représentée sur l'une des mosaïques d'abside du triclinium triconque de la Villa del Casale, à Piazza Armerina, qui peut également se référer à Licinius. Il existe aussi une mosaïque sur le même thème à Antioche sur l'Oronte et un groupe similaire sur un sarcophage du IIe siècle à la Villa Parisi à Frascati. Une mosaïque de sol de Vienne, maintenant au musée de Saint-Romain-en-Gal, montre Lycurgue seul à l'intérieur de la vigne. La scène précédente de Lycurgue attaquant Ambroisie, figure sur une mosaïque de la villa romaine de Brading sur l'île de Wight. De ces mosaïques, Martin Henig affirme qu'elles n'appartiennent pas au paganisme simple et populaire, mais plutôt aux rites ésotériques qu'affectionnaient l'empereur Julien, Symmaque, Prétextat, Macrobe et Proclus, cachant une pensée religieuse profonde et complexe dont les clés ont été perdues.
La coupe de Lycurgue a probablement été prévue pour des libations lors des célébrations du culte bachique. L'absence de pied-support, également constatée sur d'autres coupes à cage, peut signifier qu'elle passait de main en main lors des rites, sans être reposée. Mais certaines de ces coupes à cage ont très probablement été utilisées en suspension, comme lampes à huile, où l'effet dichroïque pouvait être considéré comme avantageux.

### Le verre
On estime qu'à un flux de verre romain composé de manière conventionnelle, ont été ajoutées 330 parties par million d'argent et 40 d'or : « ces particules ont été précipitées sous forme de colloïdes et forment un alliage argent-or. Lorsqu'elles sont vues en lumière réfléchie, les nanoparticules métalliques sont juste suffisamment grossières pour réfléchir assez de lumière sans éliminer la transmission. En lumière transmise, les fines particules diffusent l'extrémité bleue du spectre plus efficacement que l'extrémité rouge, ce qui produit une transmission rouge, qui est la couleur observée. Puisqu'il est impossible que les artisans romains aient réussi à ajouter ces niveaux incroyablement bas d'argent et d'or au volume du verre utilisé pour fabriquer le récipient délibérément, les niveaux ont probablement été ajoutés à des niveaux plus élevés à un plus grand volume de verre fondu, et de plus en plus dilués en ajoutant plus de verre ». Les particules mesurent seulement environ 70 nanomètres de diamètre, et sont noyées dans le verre : elles ne peuvent donc pas être vues par microscopie optique, et un microscope électronique à transmission est nécessaire pour pouvoir les observer. À cette taille, les particules se rapprochent de la taille des longueurs d'onde de la lumière visible, produisant un effet de résonance plasmonique de surface.
L'intérieur de la coupe est majoritairement lisse, mais au dos des figures principales, le verre présente un aspect évidé, au-delà même de la surface extérieure principale, de sorte qu'elles soient d'épaisseur similaire à la surface extérieure principale, donnant une couleur uniforme lorsque la lumière passe au travers. C'est là une caractéristique unique parmi les coupes survivantes. Une zone autour du torse de Lycurgue est de couleur assez différente du reste du verre ; c'est peut-être un accident de fabrication, mais il a été exploité par le tailleur de verre « pour qu'il fasse briller encore plus la rage de Lycurgue ». Après l'étape de la taille, très longue, l'aspect finement poli a été obtenu par un processus appelé « polissage à la flamme » qui risquait la perte complète de l'objet. Une suggestion de 1995, selon laquelle, en fait, cette cuvette et d'autres vases à cage utilisaient un mélange de moulage et de découpe a rencontré peu d'acceptation.

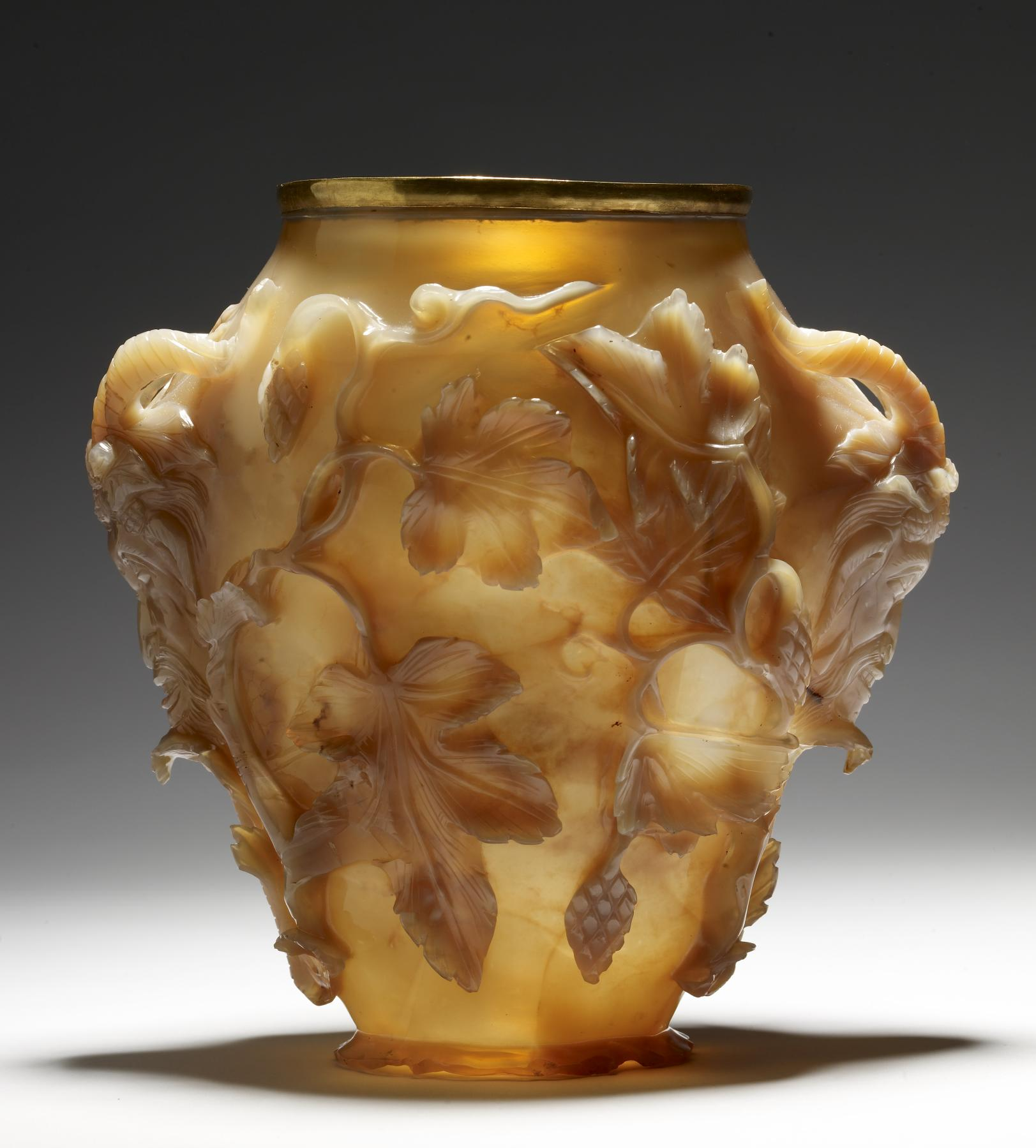
Le, vase sculpté de pierre dure (en agate), vers 400 apr. J.-C. Walters Art Museum, Baltimore, Maryland.

À l'instar de l'autre œuvre spectaculaire du British Museum en verre romain, le vase Portland, qui est en verre camée, la coupe de Lycurgue représente dans une certaine mesure l'extension des compétences développées dans la gravure par les tailleurs de pierres précieuses ou  semi-précieuses. On ne connaît aucun récipient en pierre précieuse sculptée directement comparable à l'une ou l'autre de ces deux œuvres en verre gravé, mais le goût général derrière ces productions extrêmes de savoir-faire verrier est forcément issu d'objets en pierre naturelle, tels que la coupe des Ptolémées ou le vase Rubens (en). De fait, il a fallu attendre les premières études complètes de la coupe de Lycurgue en 1950 pour qu'il soit établi avec certitude que le matériau était du verre et non une pierre précieuse, ce qui auparavant faisait débat.
Il semble probable que jusqu'à trois ateliers distincts aient été impliqués dans la production de la coupe, peut-être pas dans la même partie de l'Empire. Le verre peut avoir été initialement fabriqué dans un grand bloc de verre clair standard, peut-être en Égypte ou en Palestine, régions qui ont toutes deux exporté de grandes quantités de verre destiné à être formé et parfois coloré ailleurs. Le récipient dichroïque épais vierge a probablement été fabriqué par un atelier spécialisé et transmis à un autre composé de tailleurs de verre spécialisés. Cela a certainement donné des objets rares et très coûteux, dont les secrets de fabrication ont peut-être été mal compris même par ses fabricants et semblent n'avoir été mis en application que depuis environ un siècle.
Il y a divers petits manques, dont la face de la panthère est le plus important, et la coupe est fissurée : le British Museum n'a jamais retiré la jante métallique pour cette raison. La base de la coupe est endommagée et la forme d'origine de la base est incertaine. Le Metropolitan Museum of Art, à New York, possède un fragment mesurant 56 × 76 mm d'un satyre faisant partie d'une coupe diatrète dichroïque qui passe du vert olive à l'ambre rougeâtre.

## Historique de l'objet
L'histoire ancienne de la coupe est inconnue. Elle est mentionnée pour la première fois en 1845, lorsqu'un écrivain français déclare l'avoir vue « il y a quelques années, entre les mains de M. Dubois », probablement peu de temps avant son acquisition par la famille Rothschild. En 1862, Lionel de Rothschild l'a prêtée pour une exposition au Victoria and Albert Museum. Après quoi, elle est restée hors de la vue du public et du monde savant, jusqu'en 1950. En 1958, Victor, Lord Rothschild, la vend pour 20 000 £ au British Museum.